# Rogówek (województwo świętokrzyskie)
Rogówek – wieś w Polsce położona w województwie świętokrzyskim, w powiecie koneckim, w gminie Gowarczów.
W latach 1975–1998 miejscowość położona była w województwie radomskim.
Wierni kościoła rzymskokatolickiego należą do parafii Świętych Apostołów Piotra i Pawła w Gowarczowie.